# 찰리다 위찟웡통
찰리다 위찟웡통(태국어: ชาลิดา วิจิตรวงศ์ทอง, 영어: Chalida Vijitvongthong, 1993년 8월 8일 ~ )은 태국의 배우, 모델이다.